# Comuna Plebanivka, Terebovlea
Plebanivka (în ucraineană Плебанівка) este o comună în raionul Terebovlea, regiunea Ternopil, Ucraina, formată din satele Plebanivka (reședința) și Zalavie.

## Demografie
Componența lingvistică a comunei Plebanivka
     Ucraineană (99,59%)
     Alte limbi (0,41%)
Conform recensământului din 2001, majoritatea populației comunei Plebanivka era vorbitoare de ucraineană (99,59%), existând în minoritate și vorbitori de alte limbi.